# Gerald Tape
Gerald F. Tape (1915 – 20 de novembro de 2005) foi um físico estadunidense.
- Ph.D. em 1939 em física nuclear
- 1942 -1945 Radiation Laboratory (MIT) durante a Segunda Guerra Mundial
- deputado diretor do Laboratório Nacional de Brookhaven[1]
- Comissário do Comitê de Energia Atômica das Nações Unidas: 15 de julho de 1963 - 30 de abril de 1969
- Representante dos Estados Unidos na Agência Internacional de Energia Atômica: 1973 - 1980
- Aposentado em 1980.[2]
- 1987 Prêmio Enrico Fermi: "Por uma carreira de destaque na administração, desenvolvimento e avanço da energia atômica nos Estados Unidos e internacional, bem como por suas contribuições para a não proliferação de armas nucleares, com especial reconhecimento de sua integridade."

## Obras
- Attitudes: Past and Future. U.S. Atomic Energy Commission, 1966
- What Next for Nuclear Power. U.S. Atomic Energy Commission, 1968